# Письменська Анна Сергіївна

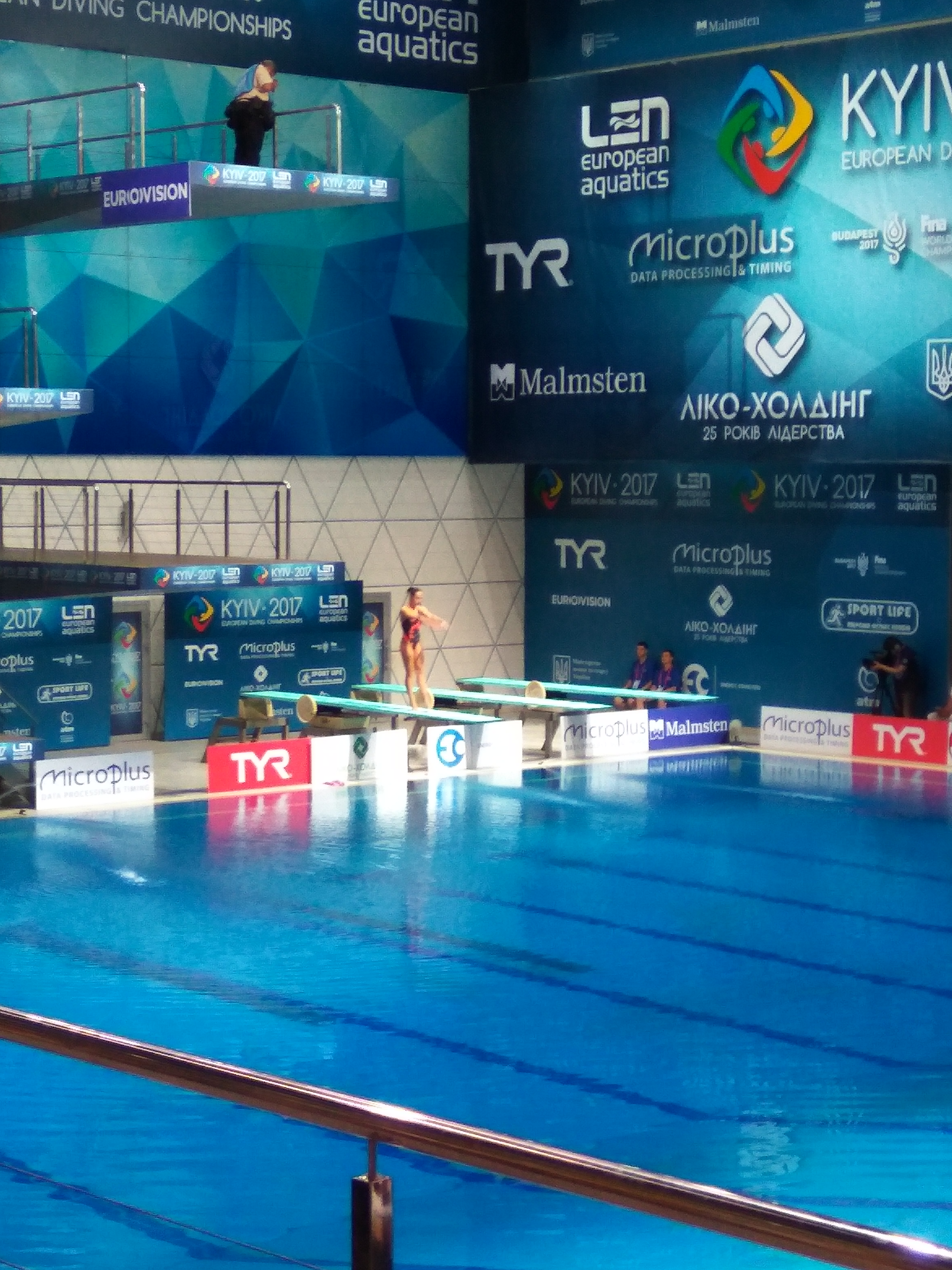
Анна Письменська під час виконання стрибка на чемпіонаті Європи в Києві

Анна Сергі́ївна Пи́сьменська (нар. 12 березня 1991, Вінниця) — українська стрибунка у воду. Чемпіонка Європи зі стрибків у воду з 3-метрового трампліна. Заслужений майстер спорту України.

## Життєпис
Народилася у Вінниці. Займалася спортом (акробатикою) з п'яти років, стрибками у воду — з десяти. До Луганська переїхала, коли їй було 14 років. Починала тренуватися у вінничанки Діани Кульбері в СК «Авангард», згодом її стала тренувати Тамара Токмачова, головна тренерка національної збірної команди.
Із 14 років Анна Письменська бере участь у міжнародних змаганнях.

## Спортивні досягнення
Чемпіонка і призерка чемпіонатів Європи:
- «золото» (2017 — 3-метровий трамплін)[3]
- «срібло» (2010, 2012, 2013 — 3-метровий трамплін, синхрон з Оленою Федоровою)
- «бронза» (2014 — 3-метровий трамплін, синхрон з Оленою Федоровою)
- «бронза» (2019 — 3-метровий трамплін, синхрон з Вікторією Кесарь)

На чемпіонаті Європи зі стрибків у воду 2017 року в Києві посіла четверте і п'яте місця (1-метровий трамплін і 3-метровий трамплін, синхрон — з Вікторією Кесарь).
На чемпіонаті світу 2011 року посіла четверте місце (3-метровий трамплін, синхрон з Оленою Федоровою).
На Олімпіаді-2012 у Лондоні — 6-те місце (3-метровий трамплін, синхрон з Оленою Федоровою) та 21-е місце (3-метровий трамплін). На Олімпіаді-2008 у Пекіні — 7-ме місце (3-метровий трамплін, синхрон з Марією Волощенко) та 26-е місце (3-метровий трамплін).
На Європейських іграх 2023 року посіла перше місце в командних змаганнях (команда України — Ксенія Байло, Данило Коновалов, Анна Письменська, Олексій Середа).

## Державні нагороди
- Орден княгині Ольги III ст. (7 вересня 2023) — За досягнення високих спортивних результатів на ІІІ Європейських іграх у м.Кракові (Республіка Польща), виявлені самовідданість та волю до перемоги, піднесення міжнародного авторитету України.[5]